# Ciril Soršak
Ciril Soršak, kanadsko-slovenski folklorist, * 1937, Drumlažno.

## Odlikovanja in nagrade
Leta 1999 je prejel častni znak svobode Republike Slovenije z naslednjo utemeljitvijo: »za kulturno delo in s tem za ohranjanje slovenskega izročila med našimi izseljenci v Kanadi«.